# トマス・バーネット・スワン
トマス・バーネット・スワン（Thomas Burnett Swann、1928年10月12日 - 1976年5月5日）は、アメリカ合衆国の作家。

## 経歴
1928年、フロリダに生まれる。子供の頃からエドガー・ライス・バロウズの作品を愛読し、その後『ウィアード・テイルズ』や『プラネット・ストーリーズ』などを読んでいたという。朝鮮戦争では海軍に従軍。デューク大学で文学士号、テネシー大学で文学修士号、フロリダ大学で哲学博士号を取得する。大学で英文学を教えていたが、1960年代に教職を辞して小説家専業となる。
最初の単行本は詩の本で、従軍時代に書かれた。他にアーネスト・ドウスンやA・A・ミルンの研究書なども執筆。小説は1950年代後半から書き始め、1962年からはイギリスの『サイエンス・ファンタジイ』誌を中心に活動した。1966年に『ファンタジイ＆サイエンス・フィクション』誌に発表した「薔薇の荘園」（The Manor of rodes）がヒューゴー賞中編部門にノミネート、また同年に刊行された最初の長編である『ミノタウロスの森』（Day of the Minotaur）がヒューゴー賞の長編部門にノミネートされた。
1976年、癌のためフロリダで死去。47歳没。

## 作品
- Day of the Minotaur (1966)　『ミノタウロスの森』
- The Weirwoods (1967)
- Moondust (1968)
- The Dolphin and the Deep (1968)
- Where Is the Bird of Fire? (1970)
- The Forest of Forever (1971)　『幻獣の森』
- The Goat Without Horns (1971)
- Wolfwinter (1972)
- Green Phoenix (1972)
- How Are the Mighty Fallen (1974)
- The Not-World (1975)
- The Minikins of Yam (1976)
- Lady of the Bees (1976)
- Tournament of Thorns (1976)
- The Gods Abide (1976)
- Will-o-the-Wisp (1976)
- Queens Walk in the Dusk (1977)
- Cry Silver Bells (1977)

## 日本語翻訳書
- 『薔薇の荘園』風見潤訳、早川書房〈ハヤカワ文庫SF〉、1977年11月、カバー：萩尾望都、ISBN 4150102678
  - 「火の鳥はどこに」「ヴァシチ」「薔薇の荘園」を収録。
- 『ミノタウロスの森』風見潤訳、早川書房〈ハヤカワ文庫FT〉、1992年9月、カバー：竹宮惠子、ISBN 4150201692
- 『幻獣の森』風見潤訳、早川書房〈ハヤカワ文庫FT〉、1994年9月、カバー：竹宮惠子、ISBN 4150201986